# مطار خميلنيتسكي الدولي
مطار خميلنيتسكي الدولي (بالأوكرانية: Міжнародний аеропорт Хмельницький) و(بالإنجليزية: International Airport Khmelnitsky)‏ (إياتا: HMJ، إيكاو: UKLH) مطار دولي أوكراني يقع قرب مدينة خميلنيتسكي في أوكرانيا يقع على بعد 7 كم جنوب غرب خميلنيتسكي.

## روابط خارجية
- الموقع الرسمي لمطار خميلنيتسكي الدولي